# Effie Gray

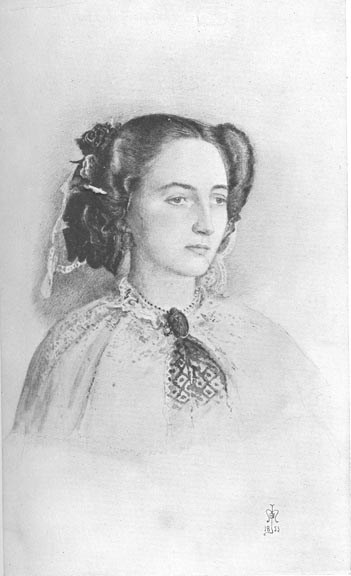
John Everett Millais: Effie Gray, Aquarell, 1853

Euphemia Chalmers Gray (* 7. Mai 1828 in Perth; † 23. Dezember 1896 ebendort) war die aus Schottland stammende Ehefrau des Kunstkritikers John Ruskin und des britischen Malers John Everett Millais, dem sie auch vielfach Modell stand. Bekannt wurde sie durch ihre für das viktorianische Zeitalter skandalöse Dreiecksbeziehung mit ihren beiden Ehemännern.

## Leben
Euphemia, genannt Effie, war die Tochter des schottischen Rechtsanwalts George Gray und seiner Frau Anne Chalmers. Sie wuchs auf dem Anwesen Bowerswell in Kinnoull bei Perth auf. Am 10. April 1848 heiratete Effie Gray in Perth den Kunstschriftsteller John Ruskin (1819–1900). Seine Eltern nahmen an der Hochzeit nicht teil. Durch Ruskin wurde sie in die Londoner Gesellschaft eingeführt und begleitete ihn nach Italien und Frankreich, wo sie einige Künstler aus dem Zirkel der Präraffaeliten kennenlernte. 1841 schrieb John Ruskin für seine spätere Frau das 1851 veröffentlichte Märchen „The King of the Golden River“.
Im Jahr 1853 porträtierte John Everett Millais (1829–1896) John Ruskin in Glenfilas in den Schottischen Highlands; in dieser Zeit verliebten Effie Gray und Millais sich ineinander. Effie verließ ihren Mann und schickte ihm den Ehering zurück. Im viktorianischen England verursachte dies einen öffentlichen Skandal. Schließlich wurde die Ehe wegen Nichtvollzuges annulliert und sie heiratete John Millais am 3. Juli 1855. Seit ihr Gatte 1885 als Baronet geadelt wurde, führte Effie den Höflichkeitstitel Lady Millais. Aus der gemeinsamen Verbindung gingen acht Kinder, Everett (* 1856), George (* 1857), Effie (* 1858), Mary (* 1860), Alice (* 1862), Geoffroy (* 1863), John (* 1865) und Sophie (* 1868), hervor.
In den nächsten Jahren stieg ihr Mann John zum begehrtesten viktorianischen Künstler auf. Lady Millais starb am 23. Dezember 1896 in Bowerswell, fast blind, an den Folgen einer Lungenentzündung und wurde auf dem Friedhof von Perth bestattet.

## Rezeption
Das Leben und die Dreiecksbeziehung von Gray mit Ruskin und Millais wurden wiederholt literarisch aufbereitet und verfilmt. Bereits 1912 entstand der Stummfilm The Love of John Ruskin. 1994 erschien der Kurzfilm The Passion of John Ruskin des Regisseurs Alex Chapple. Zuletzt entstand 2014 der Film Effie Gray unter Regie von Richard Laxton. Das Drehbuch stammte von Emma Thompson, die auch eine Nebenrolle als Lady Eastlake spielte. Die Hauptrolle übernahm Dakota Fanning. Ruskin wurde von Greg Wise gespielt, Tom Sturridge übernahm die Rolle von Millais. In der 2009 erstmals ausgestrahlten britischen Fernsehserie Desperate Romantics ist das Verhältnis ebenfalls ein Thema.
Der US-amerikanische Komponist David Lang brachte 1995 die Oper „Modern Painters“ heraus, die ebenfalls das Leben von Gray, Ruskin und Millais thematisiert. Das Libretto stammt von der deutsch-amerikanischen Kulturjournalistin Manuela Hoelterhoff.